# Julian Beck
Julian Beck (Nova York, 31 de maio de 1925 - Nova York, 14 de setembro de 1985) foi um importante ator dos Estados Unidos, ligado aos movimentos de vanguarda, diretor de teatro e poeta, pertencente ao grupo de teatro Living Theatre. Esteve no Brasil junto com sua esposa, a atriz Judith Malina, no início da década de 1970, trabalhando junto com o Teatro Oficina. Os dois estiveram presos por dois meses pelo Regime Militar.
Foi preso juntamente com sua mulher no Brasil, por causa de uma armação: forjaram um porte de drogas para os dois. Beck e Malina sempre rejeitaram veementemente a acusação. Estavam no Brasil para trabalhar com o diretor de cinema José Agripino.
Beck ficou mais conhecido por interpretar o malicioso Reverendo Kane de Poltergeist II: The Other Side, sendo que foi o ultimo filme que ele fez antes de morrer.

## Biografia
Beck nasceu em Nova York, filho de Mabel Lucille, professora, e Irving Beck, um homem de negócios. Foi nomeado em homenagem a Julia Beck (nascida Blum), irmã de sua mãe e primeira esposa de seu pai, que morreu na pandemia de gripe de 1918.
Frequentou brevemente a Universidade de Yale, mas desistiu para seguir arte e escritura. Foi um pintor expressionista na década de 1940, mas a sua carreira transformou-se quando conheceu a sua futura esposa. Em 1943, conheceu Judith Malina e rapidamente partilharam sua paixão pelo teatro; eles fundaram o The Living Theatre em 1947.

## Vida pessoal
Beck e Malina eram parceiros de vida em um casamento aberto, e Beck teve um relacionamento de longo prazo com Ilion Troya, um ator da empresa. Malina e Beck compartilharam juntos um relacionamento com Lester Schwartz, um estaleiro bissexual que foi o terceiro marido da acólita de Andy Warhol, Dorothy Podber.

## Carreira
Beck codirigiu o Living Theater até a sua morte. A principal influência do grupo foi Antonin Artaud, que adotou o Theatre of Cruelty, com intuito de chocar o público. Isto teve diferentes repercussões, como por exemplo na peça The Connection (1959), de Jack Gelber, um drama sobre o vício de drogas, com atores que representavam mendigos e deambulavam pelo público a exigir dinheiro. O Living Theatre mudou-se de Nova York em 1964, depois de o Internal Revenue Service fechar a empresa, uma vez que Beck não pagou US$ 23.000,00 dólares em impostos. Depois de um julgamento sensacional, no qual Beck e Malina representaram a eles próprios, foram considerados culpados.
A filosofia do teatro de Beck foi transferida para sua vida. Ele disse uma vez: "nós insistimos em experimentos que eram uma imagem para uma sociedade em mudança. Se alguém pode experimentar no teatro, pode experimentar na vida". Ele foi indiciado múltiplas vezes em três continentes por acusações como conduta desordeira, exposição indecente, posse de narcóticos e falha em participar numa defesa civil.
Além do seu trabalho teatral Beck publicou vários volumes de poesia refletindo as suas crenças anarquistas, dois livros sobre teatro (The Life of the Theatre e Theandric) e teve várias aparições em filmes.
Em 1970 o trabalho de Beck foi denunciado ao lado de Eugène Ionesco e Samuel Beckett por Nëndori, o semanário literário da Albânia, por supostamente ser "inundado por misticismo e pornografia".

## Filmografia
- Narcissus (1958) - Narrador
- The Queen of Sheba Meets the Atom Man (1963) - filme experimental
- Édipo Rei (1967) - Tirésias
- Après la Passion selon Sade (1968)
- Candy (1968)
- Amor e Raiva (1969)
- Cotton Club (1984) - Sol Weinstein
- Poltergeist II: O Outro Lado (1986)
- Nove Semanas e Meia (1986)